# 덴마크 공주 요세피네
요세피네 공주(덴마크어: Princess Josephine of Denmark, Countess of Monpeza, 2011년 1월 8일 ~ )는  프레데리크 10세와 덴마크 왕비 메리의 차녀이며 마르그레테 2세 여왕의 손녀이다. 2024년 현재 요세피네 공주는 덴마크 왕위 계승서열 4위에 있다.